# 施拉平巴赫河
46°52′55″N 9°51′47″E / 46.88194°N 9.86306°E

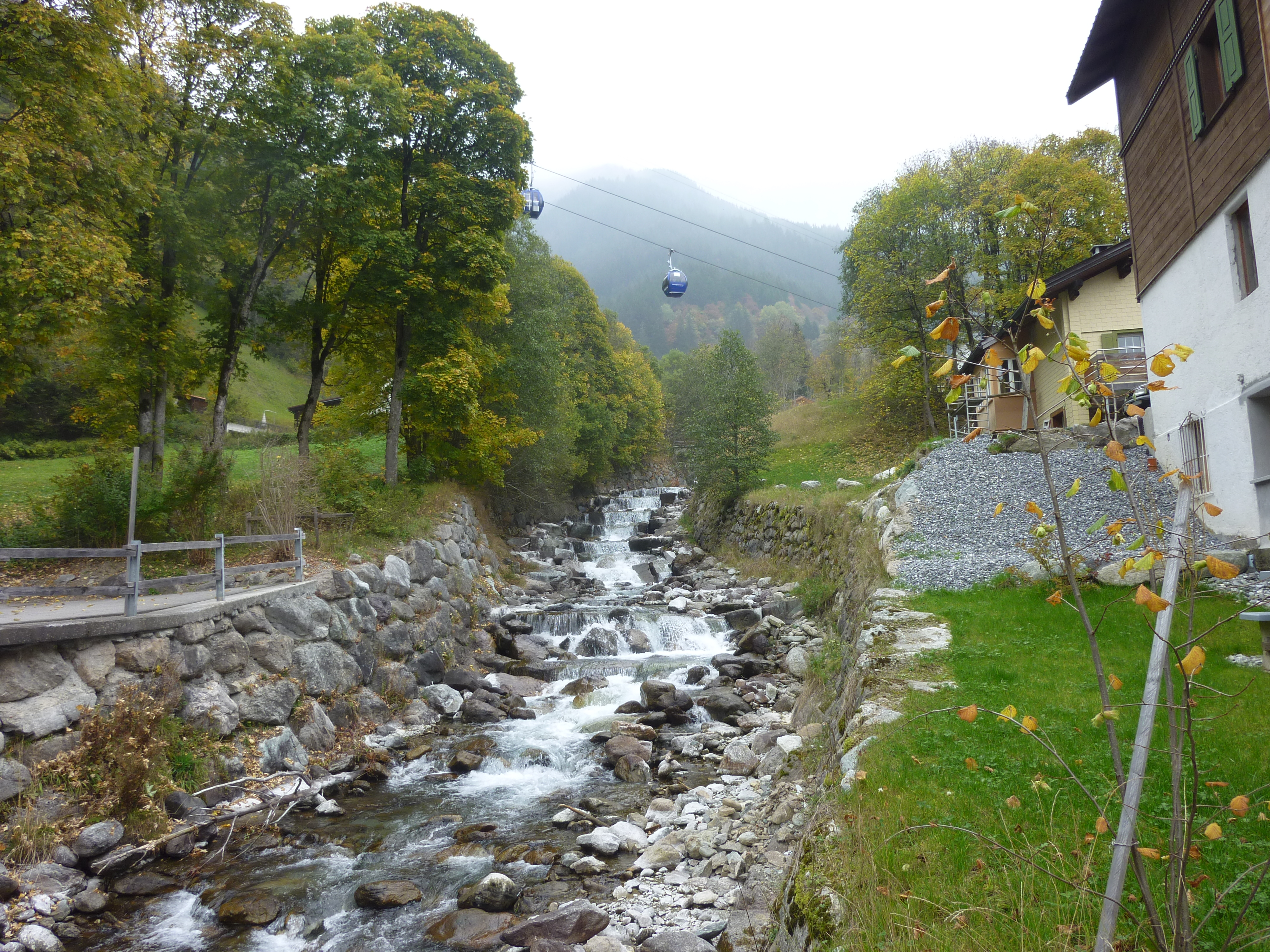

施拉平巴赫河是瑞士的河流，位於該國東南部，流經格勞賓登州，屬於蘭德夸爾特河的右支流，河道全長12.8公里，流域面積42.2平方公里，河口處在克洛斯特斯。